# فرانسیسکو خوسه لارا
فرانسیسکو خوسه لارا (اسپانیایی: Francisco José Lara‎؛ زادهٔ ۲۵ فوریهٔ ۱۹۷۷) دوچرخه‌سوار اهل اسپانیا است.